# The Dark Corner (film)
The Dark Corner is een in 1946 uitgebrachte film noir, geregisseerd door Henry Hathaway.

## Verhaal
Bradford Galt, een privédetective, komt vrij na het uitzitten van een gevangenisstraf waaraan zijn partner Anthony Jardine schuld had. Deze laatste wordt vermoord op bevel van een expert in schilderijen, een zekere Hardy Cathcart, die Galt begint te manipuleren, zodat Galt verdacht wordt van deze moord. Met de hulp van zijn secretaresse, Kathleen Stewart, probeert Bradford Galt zijn onschuld te bewijzen.

## Rolverdeling
| Acteur            | Personage              |
| ----------------- | ---------------------- |
| Lucille Ball      | Kathleen Stewart       |
| Clifton Webb      | Hardy Cathcart         |
| William Bendix    | Stauffer aka Fred Foss |
| Mark Stevens      | Bradford Galt          |
| Kurt Kreuger      | Tony Jardine           |
| Cathy Downs       | Mari Cathcart          |
| Reed Hadley       | Police Lt Frank Reeves |
| Constance Collier | Mrs. Kingsley          |
| Eddie Heywood     |                        |